# Урбас, Ян
Ян Урбас (словен. Jan Urbas; род. 26 января 1989, Любляна) — словенский хоккейный нападающий немецкого клуба «Фиштаун Пингвинз» и сборной Словении.

## Игровая карьера
Известен по выступлениям за словенский клуб «Олимпия» в чемпионате Словении, за шведские команды «Мальмё Редхокс» и «Векшё Лейкерс», за немецкий «Ред Булл» из Мюнхена. Выступал в чемпионате Австрии: 30 сентября 2014 года заключил контракт на один год с клубом КАК из Клагенфурта, но отыграл всего 10 матчей в Австрийской хоккейной лиге и был 11 марта 2015 года продан в «Вестерос». Проведя частично два сезона за «Вестерос», Урбас вернулся в Австрию уже как свободный агент, заключив 14 июля 2016 года контракт с «Филлахом». С 2017 года игрок «Фиштаун Пингвинз».
В составе сборной Словении участник Олимпийских игр 2014 и 2018 годов. В Сочи в пяти матчах отличился двумя голевыми передачами в играх против Словакии (3:1) и США (1:5), а также забросил одну из шайб в матче квалификации плей-офф против Австрии (4:0). В Пхенчхане поучаствовал в двух победных шайбах в матче против США (3:2), сначала забросив собственную, а затем в овертайме ассистировав Яну Муршаку; в матче квалификации плей-офф против Норвегии отдал голевую передачу тому же Муршаку, но его сборная проиграла 1:2 и не попала в четвертьфинал.

## Статистика в клубах
(По состоянию на конец сезона 2014/2015)